# Xã Marble, Quận Saunders, Nebraska
Xã Marble (tiếng Anh: Marble Township) là một xã thuộc quận Saunders, tiểu bang Nebraska, Hoa Kỳ. Năm 2010, dân số của xã này là 409 người.